# 세누스레트 1세

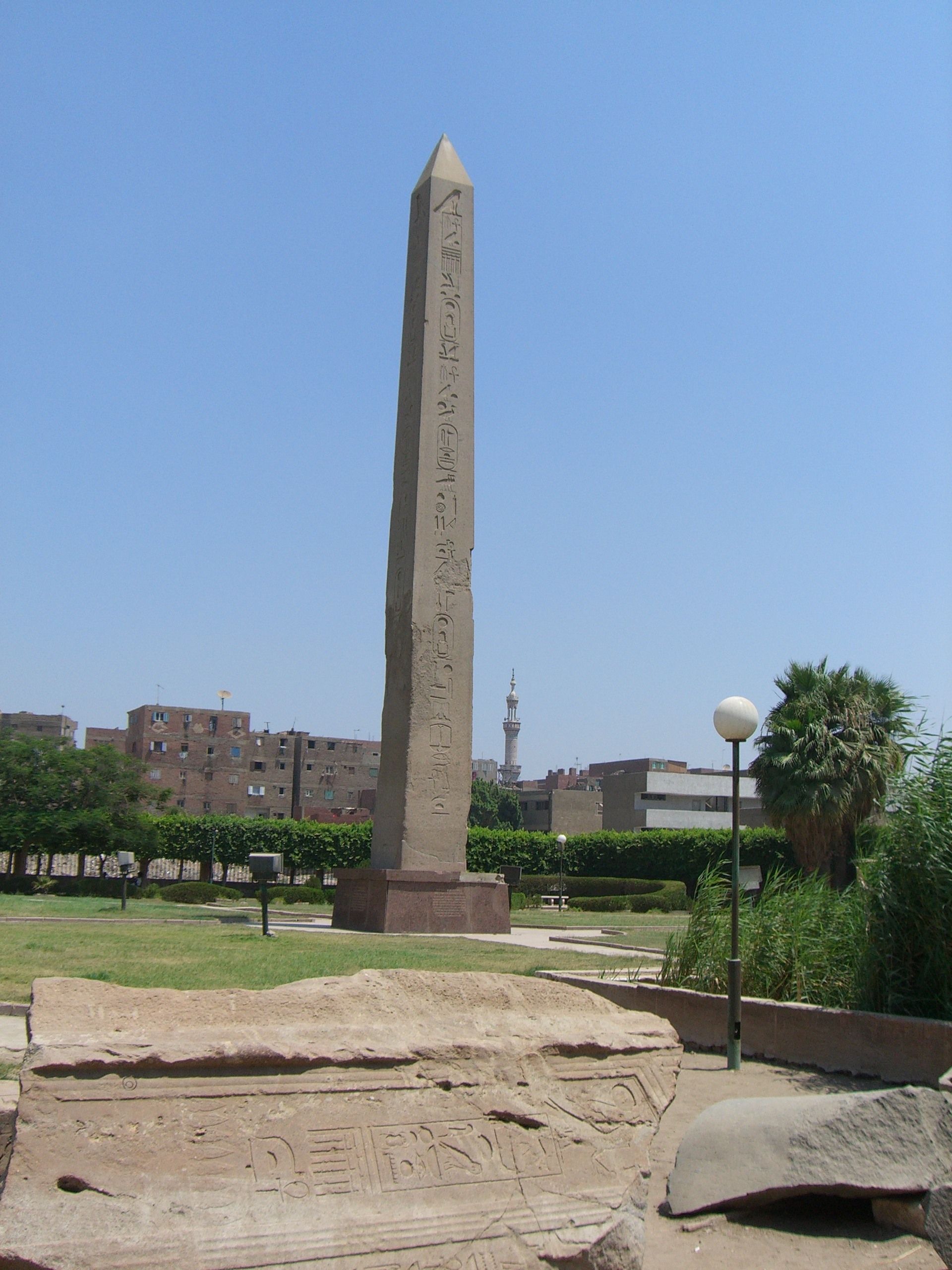
세누스레트의 오벨리스크

세누스레트 1세(Senusret I)는 이집트 제12왕조의 두 번째 파라오이다. 출생명인 '세누스레트'의 뜻은 "우스레트 여신의 남자"이며, 즉위명 케페르카레(Kheperkare)의 뜻은 "레의 영혼이 생겨난다"이다. 토리노 파피루스의 5-21과 아비도스 왕 목록에 그의 존재와 45년이라는 재위기간이 언급되어 있다.

## 생애
왕조의 건국자 아메넴헤트 1세의 아들로, 아메넴헤트 1세의 재위 20년부터는 공동 통치자가 되었다. 《시누헤 이야기》에 따르면, 세누스레트가 리비아인과 전투를 벌이던 재위 30년, 아메넴헤트는 살해당했다. 이에 그는 수도로 돌아가 쿠데타를 진압하고 파라오가 되었다.
세누스레트 1세의 시기는 아메넴헤트 1세 시기와 더불어 이집트 문학과 건축 문화가 최절정에 달한 시기이다. 국토 전역에 걸쳐 금광과 채석장이 개발되었고, 알렉산드리아에서 아스완에 이르기까지 수십 곳에 건설 유적이 남아 있다.
특히 재위 30년 왕위 갱신제 때 헬리오폴리스에 20미터에 달하는 오벨리스크를 두 개 세웠다. 그리고 그 중 하나는 지금까지 전해 내려온다. 문학적인 측면에서도 세누스레트를 소재로 한 《시누헤 이야기》와 《아메넴헤트의 가르침》 두 편이 지금까지 전해 내려온다.
그는 선왕과 마찬가지로 죽기 전에 아들 아메넴헤트 2세를 공동 통치자로 지명하였다. 그리고 죽기 전에 선왕의 피라미드 남쪽에 자신의 피라미드를 건설했다. 그러나 지하수 침수로 내부의 상태를 확인할 수는 없다. 왕의 피라미드 곁에는 아메넴헤트 2세의 어머니이자 제1왕비인 네프루의 피라미드가 자리잡고 있다.

## 참고 문헌
- 피터 클레이턴(Peter Clayton) 저, 정영목 역, 《파라오의 역사》, 까치, 2004

| 전임 아메넴헤트 1세 | 제1대 이집트 제12왕조의 파라오 기원전 1971년 ~ 기원전 1926년 | 후임 아메넴헤트 2세 |